# RASSF2
La proteína 2 que contiene el dominio de asociación Ras es una proteína que en humanos está codificada por el gen RASSF2 .
Este gen codifica una proteína que contiene un dominio de asociación RAS. Similar a sus contrapartes de ganado vacuno y ovino, este gen se encuentra cerca del gen priónico. Se han informado dos transcripciones empalmadas alternativamente que codifican la misma isoforma.

## Interacciones
Se ha demostrado que RASSF2 interactúa con KRAS.